# Rutilio Grande
Rutilio Grande, né le 5 juillet 1928 à El Paisnal (Salvador) et mort (assassiné) le 12 mars 1977 à Aguilares (Salvador), est un prêtre jésuite salvadorien, qui était curé d'Aguilares où il développa une action pastorale inspirée de la théologie du peuple. Il fut tué par balles par des membres de la police du régime, ainsi que ses deux collaborateurs, alors qu’il rentrait d’une visite pastorale. Reconnu martyr, il est vénéré comme bienheureux par l'Église catholique, et fêté le 12 mars.

## Biographie

### Jeunesse et formation
De famille modeste, Rutilio perd sa mère à 4 ans. À 12 ans, il confie à l’évêque du diocèse, Mgr. Luis Chavez, son souhait de devenir prêtre. L’année suivante, en 1941, l’évêque l’envoie au petit séminaire du Nicaragua, Ses études secondaires terminées, il entre dans la Compagnie de Jésus le 23 septembre 1945 et fait son noviciat au Venezuela. Une crise spirituelle lui fait interrompre ses études: il enseigne alors durant deux ans à Panama (1949-1950). Pour les études de philosophie et de théologie, il est envoyé en Espagne, à Oña, près de Burgos (1953-1960). Il est repris de doutes sur sa vocation, mais dans un acte de confiance, va de l’avant. Il est ordonné prêtre le 30 juillet 1959 à Oña.
Après deux ans d’enseignement dans son pays, il retourne en Espagne pour son Troisième An (1962-1963). Cependant, ce temps de silence et de réflexion intérieure réveille en l’homme qu’il est - porté ordinairement à l’introspection - un sentiment d’anxiété. Un grand changement intervient lorsqu’il se spécialise en théologie pastorale à Lumen Vitae, Bruxelles (1963-1964). Il y découvre la théologie de la libération.

### Enseignement et travail socio-pastoral

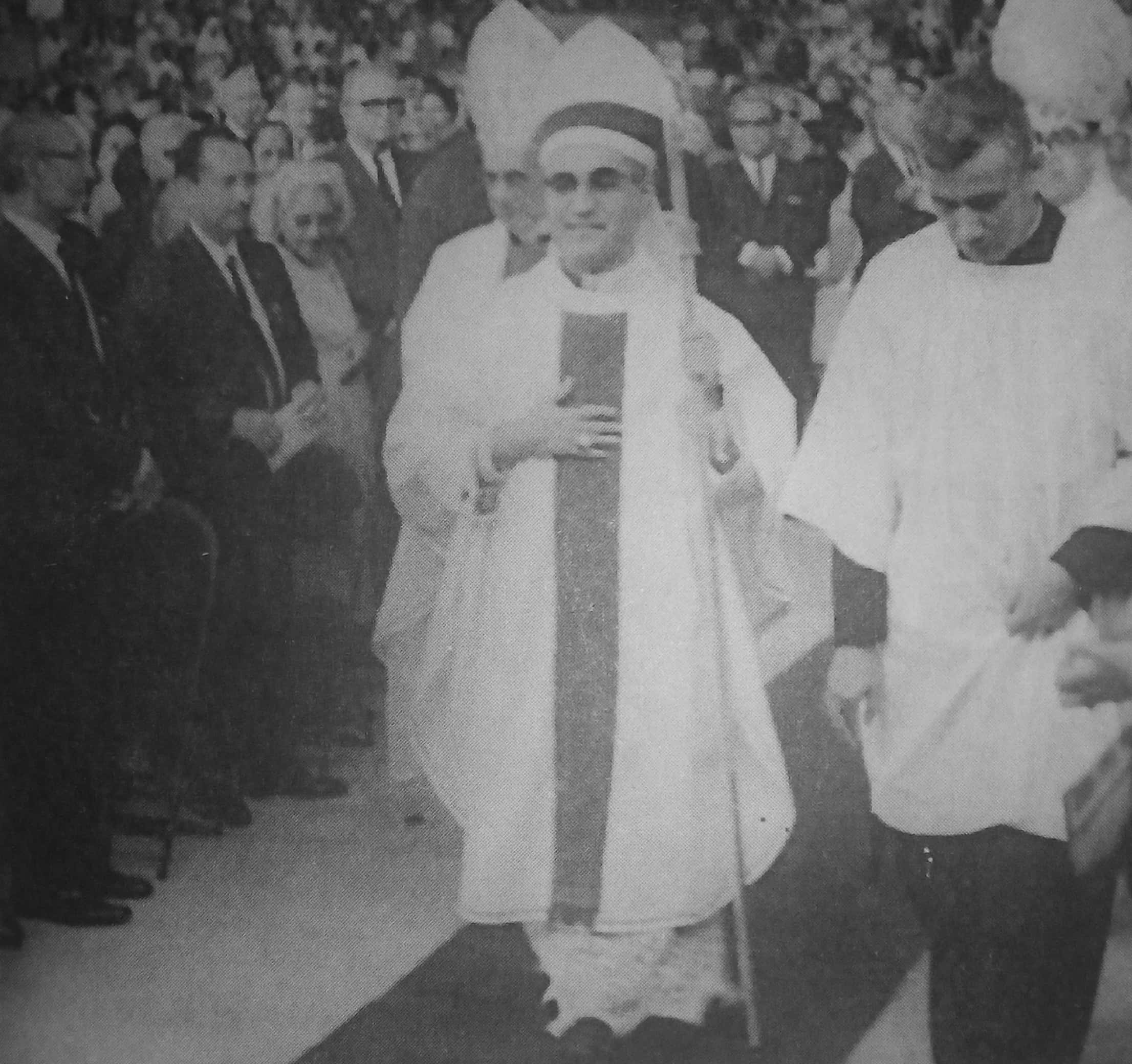
Oscar Romero au centre et Rutilio Grande à droite

De retour dans son pays, il enseigne la théologie pastorale au grand séminaire de San Salvador (1964-1970) et est chargé de guider l’action pastorale et sociale des séminaristes sous sa direction. Il apprend, personnellement, à tempérer un vif idéalisme de ‘libération’ au contact des réalités concrètes des quartiers populaires et bidonvilles. Les nécessités graves du travail apostolique le libèrent alors des scrupules qui l'avaient longtemps tourmenté.
Comme professeur de séminaire, il a une position en vue dans l’Église locale. L’archevêque Chavez lui confie la responsabilité de la commission chargée de préparer la réunion des évêques du pays. En 1970, il invite les évêques à ne pas s’aliéner leur peuple écrasé par tant d’injustices. Cela ne passe pas inaperçu. La presse commence à parler de Rutilio Grande comme d’un « crypto-communiste ». Un sermon dans la cathédrale (en août 1970) devant un parterre d'autorités civiles et ecclésiastiques fait grand bruit : il y exalte Jésus, le Salvador venu sauver les peuples.
Par prudence, Grande est pour un temps éloigné. Il enseigne dans un collège, puis est envoyé à l’institut pastoral de Quito (Équateur). En 1972, il est de retour dans son pays et, en septembre, il est nommé curé d'Aguilares, une ville en zone rurale de 30 000 habitants. Sa paroisse comprend également de nombreux villages des alentours. Il découvre les mauvais traitements que subissent les paysans et dénonce pendant ses messes les injustices, les salaires misérables et les très longues journées de travail.
À Aguilares, son projet de former des communautés de base prend forme. Des ‘missions’ de 15 jours sont organisées en 25 endroits différents. La lecture de l’Évangile est au point de départ des réunions. Les participants réfléchissent au message évangélique et cherchent comment le mettre en pratique dans leur vie. Les communautés élisent leurs ‘Délégués de la Parole’ auxquels Grande donne une formation plus poussée : ils deviennent les responsables de ces groupes.
Le travail pastoral est essentiellement religieux, mais cela a des effets sociaux. Les paysans recouvrent leur dignité. Ils demandent un juste salaire. Une grève est organisée dans une plantation de canne à sucre; elle est un succès. Les propriétaires terriens et les milices s’alarment et accusent les prêtres de 'subversion' et 'communisme'. Certains travailleurs sociaux sont torturés. Dans sa campagne électorale de 1977, le candidat à la présidence promet de ‘libérer le pays des jésuites'. Ses supérieurs, y compris l’archevêque Chavez, recommandent ‘prudence et modération’.

### Assassinat en mars 1977

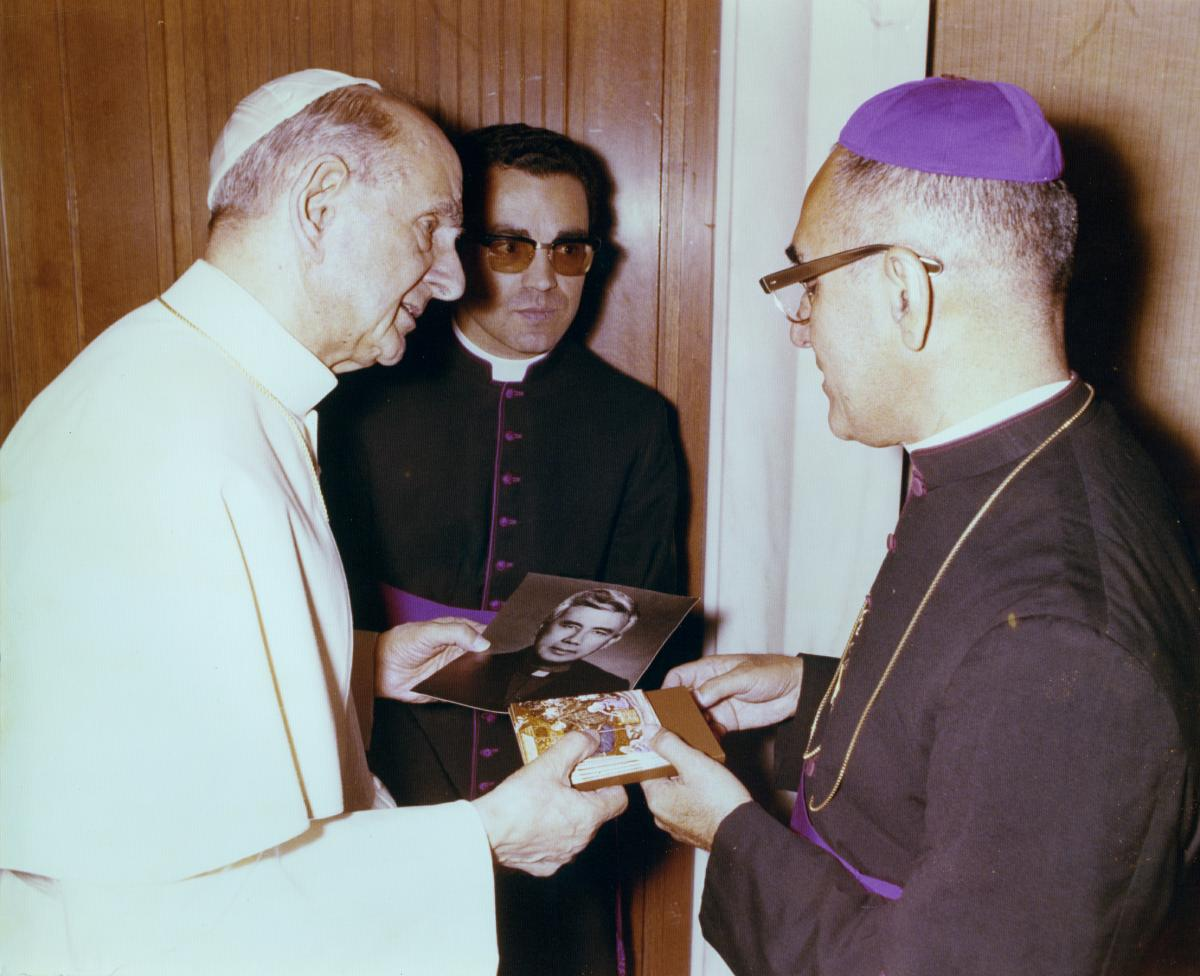
Oscar Romero présente au pape Paul VI une photographie de Rutilio Grande, après son assassinat.

Le 23 février 1977, Mgr. Oscar Romero, évêque auxiliaire depuis 1970, succède à Mgr. Chavez - qui accède à l'éméritat - comme archevêque de San Salvador. Romero est dit 'conservateur', aussi cette nomination est-elle bien reçue par le gouvernement, au contraire des milieux d’Église qui sont consternés. Cependant, dès le 5 mars, l'archevêque Romero écrit une lettre censurant le gouvernement pour ses tentatives d’intimidation, y énumérant une série de crimes et de disparitions restées sans investigation sérieuse.
Le 12 mars 1977, Rutilio Grande, accompagné d’un assistant paroissial de 72 ans, Manuel Solórzano, et d’un adolescent de 16 ans, Nelson Rutilio Lemus, se rendent d’Aguilares à El Paisnal - son village natal - pour la messe du soir (de la neuvaine à Saint-Joseph). Leur jeep est prise en embuscade sur la route. Une rafale de mitraillette envoie la jeep dans le fossé. Grande et son assistant meurent sur le coup. L’adolescent, blessé, est achevé d’un coup de feu dans la tête. Des escadrons de la mort au service du régime sont accusés du triple meurtre.

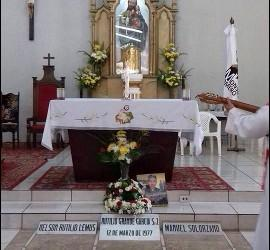
Tombe du P. Rutilio Grande

Dès qu’il est informé du meurtre, l’archevêque Oscar Romero, un ami personnel de Rutilio Grande, se rend immédiatement dans la chapelle ardente où se trouvent les corps des trois victimes. Il y passe des heures à écouter les paysans et leurs récits de souffrances et injustices. L’évêque est profondément ému ; cet assassinat est un tournant dans sa vie. Le dimanche suivant, toutes les messes dominicales sont supprimées dans son diocèse : une seule et solennelle eucharistie dans sa cathédrale de San Salvator (malgré la loi martiale en vigueur, qui interdit toute réunion publique). 200 prêtres et plus de 100 000 personnes y participent. Romero lance un appel vibrant et solennel à ce que cesse toute violence dans le pays. Lui-même sera assassiné trois ans plus tard, le 24 mars 1980.

### Après l’assassinat

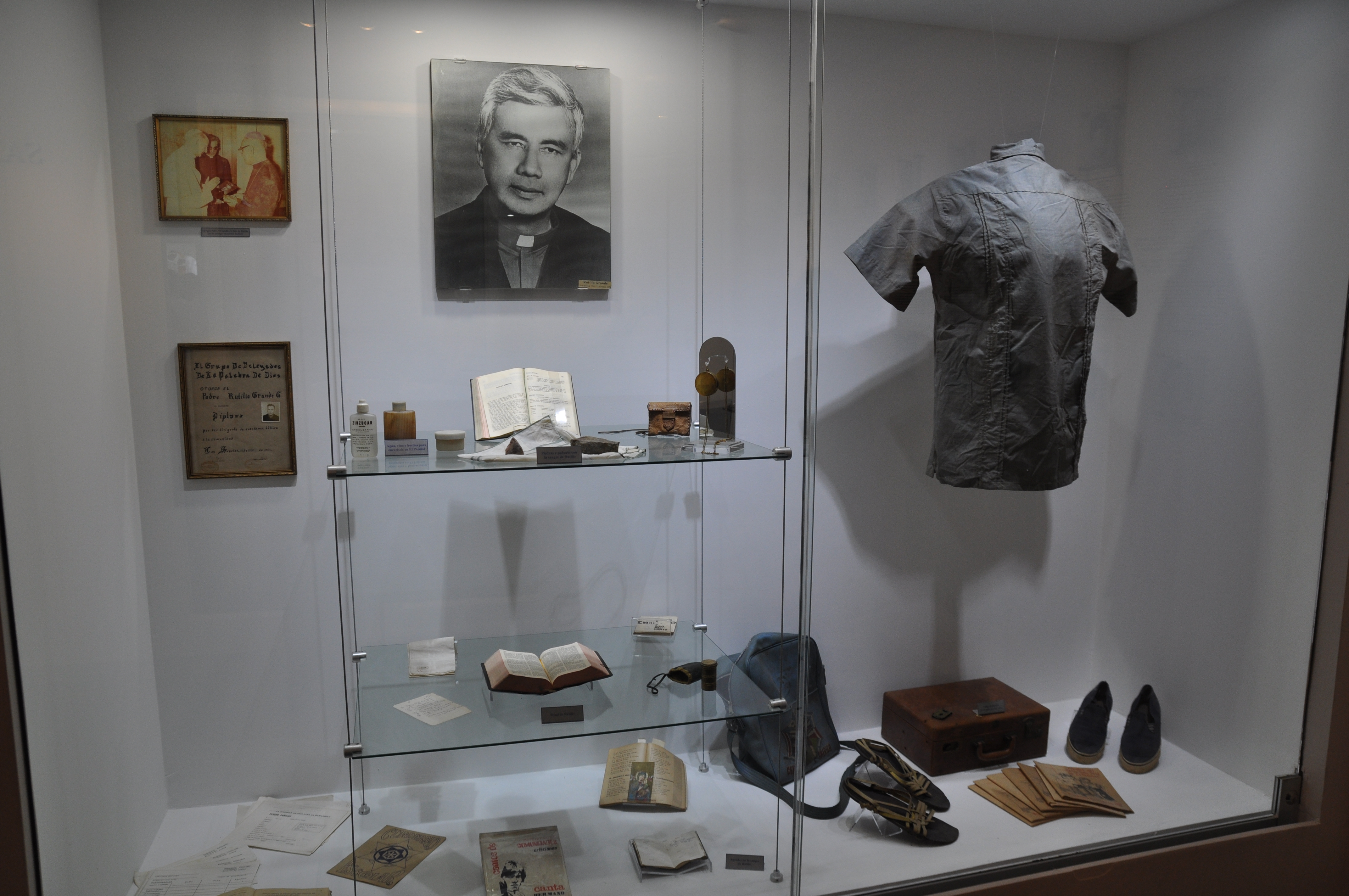
Musée consacré à Rutilio Grande, avec ses objets personnels

- Pour réfuter une version officielle des faits publiée dans la grande presse nationale (contrôlée par le pouvoir militaire), l’Archevêché de San Salvador publie le communique suivant (14 mars 1977) :

« La vraie raison de la mort de Grande était son rôle prophétique et ses efforts pastoraux pour une prise de conscience populaire dans sa paroisse. Le père Grande, sans s’imposer ni heurter ses fidèles dans leur pratique religieuse, formait avec eux une communauté de foi, d’espérance et d’amour. Il les aidait à retrouver leur dignité comme personnes, et reconquérir leurs droits. Ses efforts cherchaient un développement humain intégral. Cet effort ecclésial, stimulé par le concile Vatican II, n’est certainement pas agréable à tous, car il réveille la conscience du peuple. Ce travail dérange beaucoup de monde, et pour y mettre fin il était nécessaire de liquider ceux qui y sont attelés. Dans ce cas-ci il s’agit du père Rutilio Grande ».
- Le film biographique intitulé Romero (en 1989) - une œuvre de John Duigan - donne une grande place à l’amitié entre Rutilio Grande et l’archevêque Oscar Romero.

- Le 15 mars 1991, un groupe de Salvadoriens rentrant au pays après un exil de 11 ans au Nicaragua fonde la Communauté Rutilio Grande. Parmi les projets de ce groupe : une Radio Rutilio employant des jeunes Salvadoriens comme rédacteurs et radioreporters. En partenariat avec un groupe luthérien des États-Unis, le groupe finance également l’éducation secondaire de nombreux enfants
- En 1977, après l’assassinat du Père Rutilio Grande, tous les artistes du pays furent convoqués pour rendre hommage à son œuvre et sa vie. Face au silence et la peur des représailles envers les artistes, le peintre et sculpteur espagnol Pedro Gross créa le monument au Père Rutilio. Quelques jours après son inauguration, le buste fut dynamité par les escadrons de la mort. L’artiste reçut des menaces et subit un attentat sans conséquences, à la suite duquel il partit vers les États-Unis et la Colombie avec sa famille.

## Béatification

### Reconnaissance du martyre
En septembre 2015, la Congrégation pour les causes des saints autorise le diocèse de San Salvador à introduire la cause pour sa béatification et canonisation. L'enquête diocésaine s'est clôturée en octobre 2016 et le dossier est transféré à Rome pour y faire reconnaître son martyre par le Saint-Siège. Le 21 février 2020, le pape François reconnaît le martyre de Rutilio Grande, et signe le décret de sa béatification.
Il fut solennellement proclamé bienheureux le 22 janvier 2022, au cours d'une messe célébrée à San Salvador par le cardinal Gregorio Rosa Chávez. Avec lui, d'autres martyrs furent élevés à la gloire des autels : ses compagnons Manuel Solórzano et Nelson Rutilio Lemus, ainsi que le Père Cosma Spessotto.

### Vénération
- La tombe de Rutilio Grande se trouve devant le maître-autel de l'église San José d'El Paisnal. Elle est fréquemment visitée. Plusieurs manifestations de dévotion sont organisées chaque années.
- Du fait de sa proximité avec saint Oscar Romero, Rutilio Grande est l'objet d'une piété populaire fervente au Salvador.
- Le bienheureux Rutilio Grande est liturgiquement commémoré le 12 mars.